# CT Chamaeleontis
CT Chamaeleontis es una estrella T Tauri en la constelación de Camaleón. Tiene una magnitud aparente entre 12.31 y 12.43. Es una enana naranja de tipo espectral K7. Tiene una velocidad radial de 15.1 km/s, por lo que se está alejando del sistema solar, y actualmente está a una distancia entre 440 y 640 años luz.

## Compañero subestelar
En 2006 y 2007 se observó un compañero subestelar a 440 unidades astronómicas de CT Chamaeleontis. Se denominó CT Chamaeleontis b. Posee una masa de 17 masas de Júpiter, lo que implica que sea una enana marrón. Es de tipo espectral M8-L0, tiene una temperatura efectiva de 2,600 K, y una luminosidad de 0.002  L☉. CT Chamaeleontis b es el planeta más grande conocido, con un diámetro de 320 000 km, superando más de dos veces el diámetro de Júpiter.